# Polyplectropus impluvii
Polyplectropus impluvii là một loài Trichoptera trong họ Polycentropodidae. Chúng phân bố ở miền Australasia.